# Tondela (freguesia)
A Freguesia de Tondela é uma antiga freguesia portuguesa do Município de Tondela, que tinha 10,87 km² de área e 4 508 habitantes (2011), e, por isso, uma densidade populacional de 414,7 hab./km².
Com a reorganização administrativa de 2012, a Freguesia de Tondela foi agregada à Freguesia de Nandufe para criar a União das Freguesias de Tondela e Nandufe.

## População
| População da freguesia de Tondela | População da freguesia de Tondela | População da freguesia de Tondela | População da freguesia de Tondela | População da freguesia de Tondela | População da freguesia de Tondela | População da freguesia de Tondela | População da freguesia de Tondela | População da freguesia de Tondela | População da freguesia de Tondela | População da freguesia de Tondela | População da freguesia de Tondela | População da freguesia de Tondela | População da freguesia de Tondela | População da freguesia de Tondela |
| --------------------------------- | --------------------------------- | --------------------------------- | --------------------------------- | --------------------------------- | --------------------------------- | --------------------------------- | --------------------------------- | --------------------------------- | --------------------------------- | --------------------------------- | --------------------------------- | --------------------------------- | --------------------------------- | --------------------------------- |
| 1864                              | 1878                              | 1890                              | 1900                              | 1911                              | 1920                              | 1930                              | 1940                              | 1950                              | 1960                              | 1970                              | 1981                              | 1991                              | 2001                              | 2011                              |
| 1 671                             | 2 036                             | 2 015                             | 2 190                             | 2 446                             | 2 458                             | 2 810                             | 3 185                             | 3 271                             | 3 198                             | 2 977                             | 3 391                             | 2 906                             | 3 935                             | 4 508                             |

| Distribuição da População por Grupos Etários | Distribuição da População por Grupos Etários | Distribuição da População por Grupos Etários | Distribuição da População por Grupos Etários | Distribuição da População por Grupos Etários | Distribuição da População por Grupos Etários | Distribuição da População por Grupos Etários | Distribuição da População por Grupos Etários | Distribuição da População por Grupos Etários | Distribuição da População por Grupos Etários |
| -------------------------------------------- | -------------------------------------------- | -------------------------------------------- | -------------------------------------------- | -------------------------------------------- | -------------------------------------------- | -------------------------------------------- | -------------------------------------------- | -------------------------------------------- | -------------------------------------------- |
| Ano                                          | 0-14 Anos                                    | 15-24 Anos                                   | 25-64 Anos                                   | > 65 Anos                                    |                                              | 0-14 Anos                                    | 15-24 Anos                                   | 25-64 Anos                                   | > 65 Anos                                    |
| 2001                                         | 597                                          | 504                                          | 2100                                         | 734                                          |                                              | 15,2%                                        | 12,8%                                        | 53,4%                                        | 18,7%                                        |
| 2011                                         | 677                                          | 490                                          | 2399                                         | 942                                          |                                              | 15,0%                                        | 10,9%                                        | 53,2%                                        | 20,9%                                        |

## Património
- Pelourinho de Tondela